# バスケット・サラゴサ2002
バスケット・サラゴサ2002 SAD（Basket Zaragoza 2002 S.A.D.）は、スペイン・サラゴサを本拠地とするプロバスケットボールチームである。リーガACB所属。スポンサーネームはカサデモント・サラゴサ（Casademont Zaragoza）。

## 歴史
1979年、サラゴサに「CNヘリオス」という名称でプロバスケットボールチームが設立された。1981年には「CBサラゴサ」に改名。1984年のコパ・デル・レイや1991年のサポルタ・カップなどを制し、スペインを代表する強豪クラブであったが、1996年に活動を休止した。
2002年、「バスケット・サラゴサ2002」が設立された。2008年にLEB（2部）王者となり、リーガACB（1部）昇格を果たした。

## 過去の成績
| シーズン | リーグ    | 順位 |
| -------- | --------- | ---- |
| 2002-03  | LEB       | 14位 |
| 2003-04  | LEB       | 4位  |
| 2004-05  | LEB       | 6位  |
| 2005-06  | LEB       | 4位  |
| 2006-07  | LEB       | 3位  |
| 2007-08  | LEBオロ   | 1位  |
| 2008-09  | リーガACB | 17位 |
| 2009-10  | LEBオロ   | 1位  |
| 2010-11  | リーガACB | 10位 |
| 2011-12  | リーガACB | 10位 |
| 2012-13  | リーガACB | 3位  |
| 2013-14  | リーガACB | 8位  |
| 2014-15  | リーガACB | 9位  |
| 2015-16  | リーガACB | 12位 |
| 2016-17  | リーガACB | 15位 |
| 2017-18  | リーガACB | 16位 |
| 2018-19  | リーガACB | 4位  |